# Smile (Sheppard)
Smile è un singolo del gruppo musicale australiano Sheppard, pubblicato il 15 ottobre 2014 come terzo estratto dal primo album in studio Bombs Away.

## Successo commerciale
Il singolo ha ottenuto successo in Australia.